# Cyrtodactylus adleri
Espèce
Statut de conservation UICN

 LC  : Préoccupation mineure
Cyrtodactylus adleri est une espèce de geckos de la famille des Gekkonidae.

## Répartition
Cette espèce est endémique des îles Nicobar en Inde.

## Description
C'est un gecko nocturne et terrestre.

## Étymologie
Cette espèce est nommée en l'honneur de Kraig Adler.

## Publication originale
- Das, 1997 : A new species of Cyrtodactylus from the Nicobar Island, India. Journal of Herpetology, vol. 31, n. 3, p. 375-382.